# Nathalie Tauziat
Nathalie Tauziat es una exjugadora francesa de tenis, cuya carrera profesional se extendió desde 1984 hasta 2003. Nacida en Bangui (República Centroafricana) el 17 de octubre de 1967, en el momento de su retirada había logrado un total de treinta y tres títulos en el circuito profesional, de los cuales veinticinco los consiguió en la modalidad de dobles. Su mayor logro fue la disputa de la final del Torneo de Wimbledon en 1998, que perdió ante Jana Novotná.

## Carrera
Tauziat se convirtió en profesional en 1984 y vivió en Saint-Tropez en la Riviera francesa en los primeros años de su carrera profesional, antes de trasladarse a Bayona en el Suroeste francés. Se retiró tras el Roland Garros de 2003, tras haber jugado tan solo competiciones de dobles en los dos últimos años. Su puesto más alto en la clasificación de la WTA tanto en individuales como en dobles fue el 3.º. Durante toda su carrera fue entrenada por Régis de Camaret  y su juego característico fue el de saque y volea.
Tauziat logró su primer título individual del circuito WTA en Bayona en 1990. A esta victoria la siguieron Bell Challenge en 1993, The Hastings Direct International Championships en 1995, y el DFS Classic in 1997. En 1991, alcanzó los cuartos de final en Roland Garros convirtiéndose en la primera jugadora francesa que lo lograba desde el año 1978.
Su mejor resultado en un torneo del Grand Slam lo logró en 1998, cuando alcanzó la final del torneo de Wimbledon, donde fue derrotada por la chaca Jana Novotná por 6-4 y 7-6. Al alcanzar la final se convirtió en la primera jugadora francesa que lo lograba desde que lo hiciera Suzanne Lenglen en 1925. Al finalizar el año alcanzó más del millón de dólares en ganancias, siendo la primera jugadora francesa en lograrlo.
Los mayores éxitos como jugadora le llegaron con una edad tardía (30 años), dado que con esa edad alcanzó por primera vez el Top Ten, convirtiéndose tras Françoise Durr y Mary Pierce en la tercera jugadora francesa en lograrlo. El 7 de febrero de 1999 Tauziat y otras dos jugadoras francesas (Pierce en el 5.º puesto y Sandrine Testud en el 9.º) ocupaban puesto en el Top Ten, esto convirtió a Francia en el tercer país en lograrlo tras Estados Unidos y Australia.
En 1999 Tauziat se convirtió en la tercera jugadora de más edad en lograr un torneo de primer nivel de la WTA al vencer en la Kremlin Cup en Moscú. Ese año fue el único de su carreraen lograr dos torneos del a WTA, al sumar a la Kremlin Cup en Torneo de Leipzig. Al final de ese año alcanzó por segunda vez en su carrera (la primera había sido en 1997) las semifinales del Master femenino. En la primavera de 2000 (con 32 años y 6 meses) se convirtió en cuarta mujer de más edad en alcanzar el Top 3.
En 2000 alcanzó los cuartos de final en el Abierto de Estados Unidos. En el año 2001 participó por decimoctava vez en el Roland Garros un récord que fue superado con posterioridad por la tenista española Conchita Martínez en 2005.
En 2001 al lograr su 112.ª victoria sobre hierba se convirtió en la quinta jugadora que más partidos sobre esta superficie ha ganado en la era open (Tras Martina Navrátilová con 309 victorias, Chris Evert con 207 victorias, Pam Shriver con 188 victorias, y Helena Suková con 125 victorias). Así mismo ese mismo año se convirtió en la jugadora de más edad en clsificarse para el WTA Tour Championship (con 34 años y 12 días)
Tauziat representó a Francia en la Copa Federación entre los años 1985 y 2001, donde logró la victoria absoluta en 1997. En los Juegos Olímpicos participó en las ediciones de 1988,1992 y 1996

## Finales individuales deGrand Slam

### Finalista(1)
| Año  | Torneo    | Oponente en la final | Resultado |
| 1996 | Wimbledon | Jana Novotná         | 6-4, 7-6  |

## Finales Individuales del WTA tour
- 1988: G -  Nice, Mahwah
- 1990: G - Bayonne; F - Wichita
- 1991: F - Zürich
- 1992: F - San Antonio, Bayonne
- 1993: G - Quebec City
- 1995: G - Eastbourne
- 1996: F - Birmingham
- 1997: G - Birmingham; F - Zürich, Chicago
- 1998: F- Wimbledon, Leipzig
- 1999: G – Moscow, Leipzig; F– Birmingham, Eastbourne
- 2000: G – Paris Indoor Open
- 2001: G – Birmingham; F – Dubái

## Resultados en Grand Slam
| Tournament        | 1984  | 1985  | 1986  | 1987  | 1988  | 1989  | 1990  | 1991  | 1992  | 1993  | 1994  | 1995  | 1996  | 1997  | 1998  | 1999  | 2000  | 2001  | Carrera | Carrera Ganados-Perdidos |
| ----------------- | ----- | ----- | ----- | ----- | ----- | ----- | ----- | ----- | ----- | ----- | ----- | ----- | ----- | ----- | ----- | ----- | ----- | ----- | ------- | ------------------------ |
| Open de Australia | A     | A     | NH    | A     | A     | A     | A     | A     | A     | 4R    | 1R    | A     | A     | A     | A     | A     | 2R    | A     | 0 / 3   | 4-3                      |
| Open de Francia   | 1R    | 3R    | 2R    | 4R    | 4R    | 1R    | 4R    | QF    | 4R    | 3R    | 2R    | 3R    | 2R    | 3R    | 1R    | 2R    | 3R    | 1R    | 0 / 18  | 30-18                    |
| Wimbledon         | A     | A     | 2R    | 2R    | 2R    | 1R    | 4R    | 4R    | QF    | 4R    | 3R    | 3R    | 3R    | QF    | F     | QF    | 1R    | QF    | 0 / 16  | 40-16                    |
| U.S. Open         | A     | A     | 1R    | 2R    | 2R    | 3R    | 4R    | 1R    | 2R    | 4R    | 2R    | 3R    | 2R    | 1R    | 4R    | 3R    | QF    | 4R    | 0 / 16  | 27-16                    |
| SR                | 0 / 1 | 0 / 1 | 0 / 3 | 0 / 3 | 0 / 3 | 0 / 3 | 0 / 3 | 0 / 3 | 0 / 3 | 0 / 4 | 0 / 4 | 0 / 3 | 0 / 3 | 0 / 3 | 0 / 3 | 0 / 3 | 0 / 4 | 0 / 1 | 0 / 53  | 101-53                   |

NH = Torneo no celebrado
A = No participó en el Torneo
SR = Porcentaje de torneos ganados respecto a los torneos jugados